# Ledena dvorana Zibel
Ledena dvorana Zibel sportski je objekt u Sisku. Dio je istoimenog sportsko-rekreacijskog centra  koji se sastoji od natkrivenog klizališta s tribinama, dvorane za stolni tenis i plesne dvorane. Objekt okuplja veliki broj djece i odraslih koji svoje aktivnosti realiziraju kroz stolnoteniski klub, Plesni klub Siscia, Plesni klub Top step, KUD Ivan Goran Kovačić, hokejaške klubove Sisak i Sisciu, školu klizanja i rekreacijsko klizanje.
KHL Medveščak je 2018. odigrao pet utakmica EBEL lige. U Zibelu se održavaju i koncerti. Projekt izgradnje Ledene dvorane Zibel počeo je 2017. na mjestu poznatog sisačkog klizališta.